# Dinastia Ahom
La dinastia Ahom (1228–1826) regnò sul regno Ahom (attuale Assam) per circa 600 anni. La dinastia fu instaurata da Sukaphaa, un principe shan di Mong Mao, che raggiunse l'Assam superando i monti Patkai. Il dominio della dinastia sul paese terminò nel 1826 con il Trattato di Yandaboo quando l'Assam passò sotto il controllo della Compagnia britannica delle Indie orientali.
Nelle cronache medievali, i re di questa dinastia venivano chiamati Asam Raja, mentre i sudditi del regno li chiamavano con il termine shan Chaopha (Chao: sovrano, principe, Pha-cielo), o con il corrispondente termine della lingua ahom Swargadeo a partire dal XVI secolo.